# کمانگرکلا (آمل)
کمانگرکلا ، روستایی از توابع بخش مرکزی شهرستان آمل در استان مازندران ایران است.

## جمعیت
این روستا در دهستان هرازپی جنوبی قرار دارد و براساس سرشماری مرکز آمار ایران سرشماری عمومی نفوس و مسکن در سال ۱۳۹۵ ، جمعیت آن ۱۶۵۰ نفر (۵۳۰ خانوار) بوده‌ است.
این روستا در سال ۱۳۹۲ به دو بخش روستایی به نام کمانگرکلا هراز پی و پاشاکلا کمانگر کلا تقسیم شد. از آن پس دو روستا به صورت مجزا به فعالیت پر داختند و هر دو دارای شورا و دهیاری جدا می‌باشند.